# Nanarchaea binnaburra
Nanarchaea binnaburra is een spinnensoort in de taxonomische indeling van de Pararchaeidae.
Het dier behoort tot het geslacht Nanarchaea. De wetenschappelijke naam van de soort werd voor het eerst geldig gepubliceerd in 1955 door Raymond Robert Forster.